# Reyer Venezia Mestre
La Reyer Venezia Mestre, nota per ragioni di sponsorizzazione come Umana Reyer, è la principale società di pallacanestro di Venezia e milita in Serie A.
Nel suo palmarès vanta quattro scudetti, vinti nelle stagioni 1941-42, 1942-43, 2016-17, 2018-19, la Coppa Italia 2020 e la FIBA Europe Cup 2017-2018.

## Storia

### L'inizio
Fondato a Venezia nel 1872 dall'insegnante di ginnastica Pietro Gallo, col nome di Società Veneziana di Ginnastica Costantino Reyer, in onore di uno stimato collega ed amico e, inizialmente, orientato alla diffusione della pratica ginnica, il sodalizio aprì presto ad altre discipline ludiche e sportive (1904 la fondazione della sezione calcio, fusasi poi nel 1907 con la Marziale dando origine al Venezia Football Club).

### Nascita della sezione pallacanestro
La data di costituzione della sezione sociale di pallacanestro è il 1925. All'inaugurazione dello Stadio Francesco Baracca di Mestre del 14 giugno 1925 i giocatori reyerini fecero una gara goliardica ai tiri liberi con le signore mestrine, che fu vinta da quest'ultime. Partecipò a tornei locali dal 1925-26 al 1929, dal 1930 la prima partecipazione al Campionato italiano.

### Gli anni d'oro degli scudetti

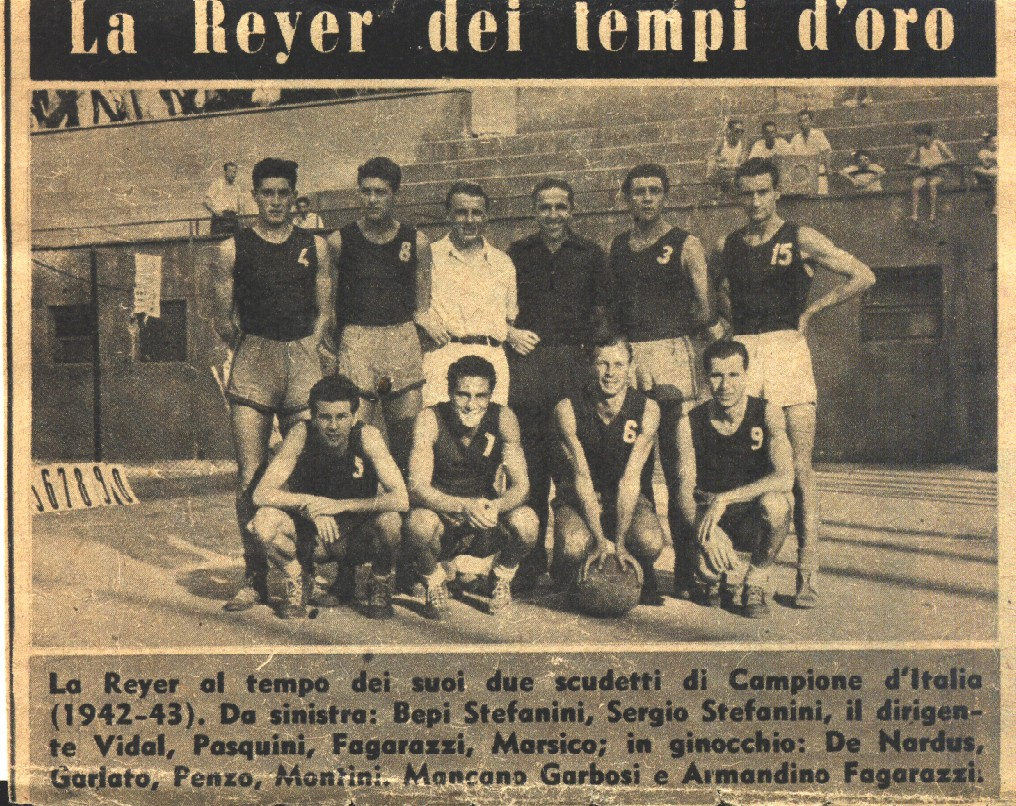
La Reyer dei due scudetti dei primi anni quaranta

Sotto la guida del presidente Colombo e dell'allenatore Carmelo Vidal, nel 1942 e nel 1943 la Reyer Venezia maschile vinse due scudetti, giocando alla Scuola Nuova della Misericordia (eretta nel Cinquecento da Jacopo Sansovino). Nella sfida decisiva del campionato 1941-1942, i veneziani sconfissero la Mussolini Parioli Roma in cui militavano Enzo Bartoli e Vittorio Gassman. Prima dell'interruzione per la guerra, i veneziani vinsero anche la Coppa Ezio Varisco, torneo post campionato tra le quattro squadre più forti dell'ultima stagione di Serie A. Nel 1944 i granata vinsero lo scudetto che però non venne omologato (sarebbe stato il terzo). Nel 1946 la squadra femminile riuscì a raggiungere il titolo nazionale.

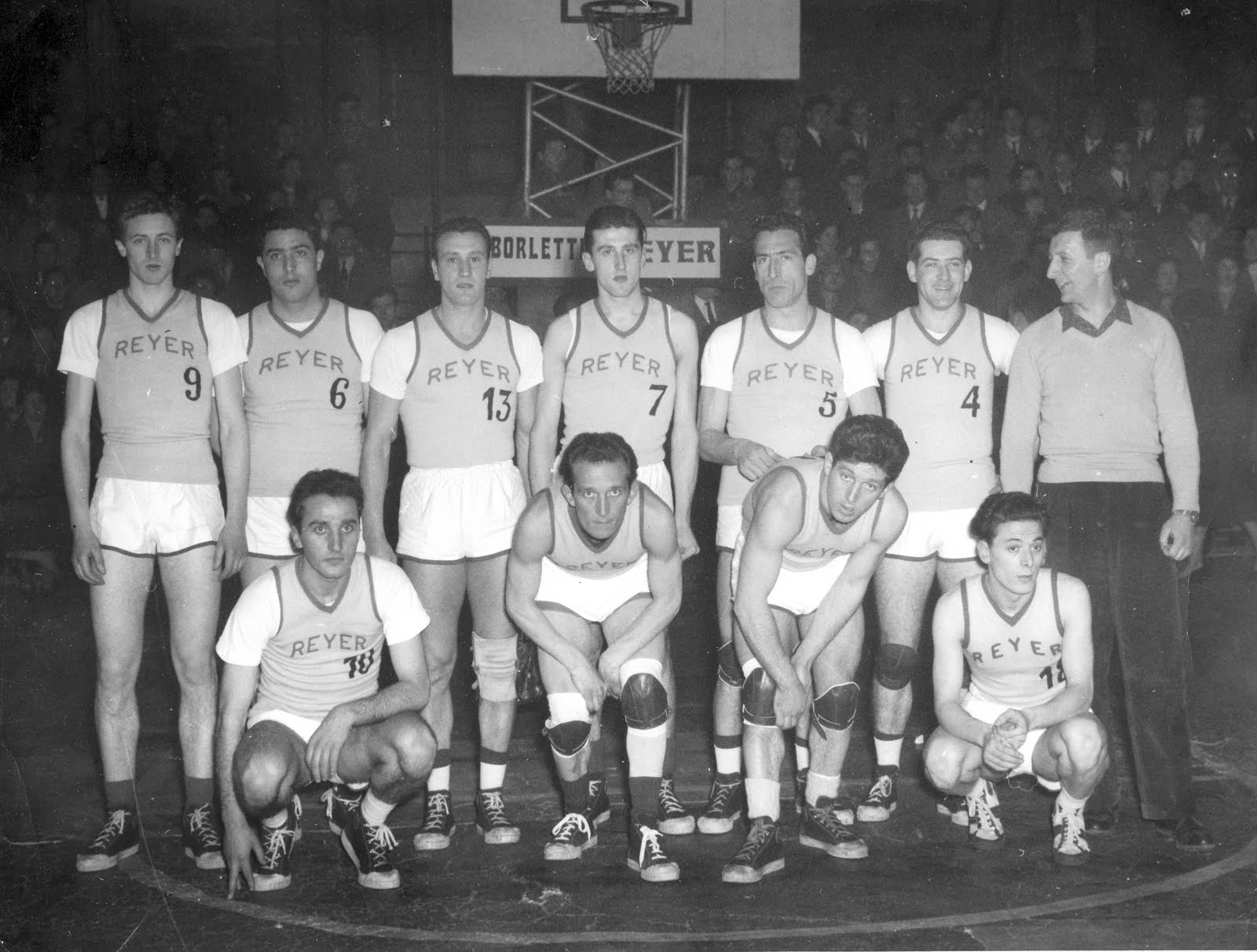
La Reyer nel 1952-53. In piedi Minetto, De Biasi, Marsico, P. Rossi, Geroli, Borsoi, Penzo (accompagnatore). Accosciati Dalla Chiara, G. Campanini, I. Campanini, Salvalaggio

Gli anni cinquanta dopo alcuni alti e bassi fecero registrare nella stagione 1956-57 la prima retrocessione in B, seguita qualche anno più tardi anche da un'autoretrocessione in C dovuta a gravi problemi di bilancio. La società iniziò un duraturo rilancio dalla prima metà degli anni sessanta sotto la presidenza di Giancarlo Ligabue, allenata prima da Giulio Geroli e, a seguire, da Tonino Zorzi. La squadra, allenata da Geroli, ritornò in massima serie (denominata "Elette") al termine della Serie A 1963-64; la rosa era composta da: Andrea Besa, Giorgio Cedolini, Santi, Antonio De Stefani, Vincenzo Bottan, Viscovich, Bosello, Bottan, Ezio Lessana, P. Nason, Guido Vaccher, Roberto Zamarin, Scarpa e Toffanello. Dal 1969 al 1972 (due 5º e un 4º posto in serie A) milita tra le sue file il brasiliano Ubiratan Pereira Maciel.

### Gli anni settanta e ottanta
Gli anni settanta ed ottanta rappresentarono un periodo positivo per il team granata. Dopo l'addio di Ubiratan i primi anni settanta furono caratterizzati dalla presenza di Steve Hawes, futura stella NBA. Dal 1977 la squadra trovò poi una sistemazione più adeguata della Misericordia quando, dopo aver disputato alcune partite presso il Palazzetto dello Sport di Vicenza, andò a giocare nel nuovo Palazzetto dell'Arsenale. In quel periodo entrarono a far parte del roster campioni come Dražen Dalipagić e Spencer Haywood, che nel 1981 condussero la Reyer (sponsorizzata Carrera) fino alla finale di Coppa Korać, persa contro la Joventut Badalona per 105-104 dopo un tempo supplementare (92-92). La stagione 1983-1984 terminò mancando per un soffio la promozione in A1; fecero seguito alti e bassi nelle annate tra il 1985 e il 1988 in cui la Reyer ebbe come sponsor Giomo e Hitachi. Nel 1986 i granata conquistarono la A1 con protagonista la coppia Dalipagić-Allen. Nella stagione 1986-87, in cui vi fu la notevole prestazione di Dalipagić che segnò 70 punti nella partita contro la Virtus Bologna, la Reyer arrivò fino agli ottavi di finale per la conquista dello scudetto perdendo la gara decisiva in casa contro la Pallacanestro Firenze e terminando così al 9º posto. Nella stagione seguente ottenne l'11º posto senza però accedere ai play-off per il meccanismo della classifica avulsa. L'addio di Dalipagić incise negativamente sui risultati del campionato 1988-89 e nonostante l'arrivo in squadra di Ron Rowan la squadra retrocesse in A2. La stagione 1989-90 fu l'ultima giocata in A (A2) dalla Reyer all'Arsenale; in questa stagione militò nella squadra Jeff Lamp, ex Lakers; la squadra concluse la fase regolare all'ottavo posto ma non superò i play off.

### Gli anni novanta
Tra gli anni ottanta e novanta la Reyer visse stagioni altalenanti, con promozioni e retrocessioni tra Serie A1 e A2 e ricorrenti crisi economiche. All'inizio degli anni novanta venne abbandonato il palasport dell'Arsenale, non più adeguato alle norme di sicurezza, e la squadra si trasferì al Palasport Taliercio di Mestre. La stagione 1990-91 vide l'addio di Ratko Radovanović da Venezia e l'arrivo di Brown che fece coppia con Lamp; la squadra retrocesse in B1 per poi venire ripescata in A2 per la rinuncia della Pallacanestro Livorno. Nella stagione 1991-92 la Reyer conquistò la promozione in A1. Nel 1992-93 la Reyer evitò la retrocessione in A2 ma non riuscì a ripetere il risultato nella stagione successiva, conclusa all'ultimo posto della classifica con soli 12 punti. Iniziò anche un periodo di difficoltà economiche che culminò, nel febbraio 1996, con il fallimento della società, vanificando così la promozione in A1 ottenuta sul campo qualche mese dopo, alla fine della stagione. Il fallimento infatti comportò la reiscrizione della società al campionato di serie C2.

### La ripartenza dalla serie C2 e il ritorno in serie B1
Nel campionato 1997-98 la Reyer disputò quindi il campionato di serie C2, dopo essersi fusa con la società Chirignago-Gazzera con una nuova dirigenza (presidente Giovanni Battista Pettenello e amministratore delegato Alberto Gherardi), ottenendo subito la promozione in serie C1 al termine della stagione. Nel 1998-99, la Reyer rimase in serie C1 solo dopo aver disputato i play out.
Nel campionato 1999-2000, con sponsor e presidente Giorgio Panto, dopo essersi classificata sesta nella stagione regolare, sotto la guida di Ferdinando Bellegotti, la Reyer vinse i play-off ottenendo la promozione in serie B2, categoria in cui militerà fino al 2006, quando fu promossa in serie B1 battendo Trento nella finale dei play off, presidente Luciano Bertoncello. Nel giugno dello stesso anno la squadra maschile e quella femminile (ricostituita a sua volta nel 1998 dalla Pallacanestro Favaro) furono riunificate sotto la proprietà del presidente della Umana SpA Luigi Brugnaro.

### Dalla LegaDue ai play-off scudetto
Al termine della stagione regolare 2007-08, conclusa al primo posto, la Reyer ottenne la promozione in Legadue (A2) vincendo la finale dei play-off contro Brindisi. Per la stagione 2008-09 la squadra venne rinforzata con l'acquisizione di Nate Green, Otis George e Alex Bougaïeff, ma il 2 dicembre 2008 la società esonerò l'allenatore Eugenio Dalmasson per sostituirlo con Stefano Bizzozi; il 10 dicembre furono ingaggiati il playmaker Davide Bonora, ex nazionale, e il lettone Kristaps Janičenoks. Al termine della stagione, la Reyer rimase in serie A2, senza però arrivare ai play-off e si aggiudicò la Coppa Disciplina.
Per la successiva stagione 2009-10 entrarono a far parte della squadra il playmaker Kiwane Garris, le ali Boo Davis e Marco Allegretti e i lunghi Christian Di Giuliomaria e Tommaso Rinaldi, insieme al nuovo allenatore Sandro Dell'Agnello, a cui a gennaio 2010 si aggiunse l'ingaggio di Alvin Young; anche in questa stagione la squadra conquistò la salvezza, rimanendo però sempre nella classifica medio-bassa.
Per la stagione 2010-11 l'organico della squadra venne ulteriormente rinforzato con l'arrivo di Keydren Clark, Tamar Slay, Sylvere Bryan e Matteo Maestrello, mentre lasciarono la squadra Rodolfo Rombaldoni, Brent Darby, Tyrone Grant, Gregor Hafnar e Tommaso Rinaldi. A fine gennaio 2011 venne acquistato Luca Lechthaler. La squadra arrivò seconda al termine della  regular season, ottenendo quindi il diritto a disputare i play-off ai quali fu sconfitta in finale da Casale Monferrato. In seguito a una serie di ricorsi agli organi federali in merito alla non regolarità del  Premio di risultato pagato dal Teramo Basket oltre i termini disposti dal regolamento, il 22 settembre 2011 l'Alta Corte di Giustizia Sportiva impose con effetto irrevocabile l'ammissione di Venezia al campionato di Serie A 2011-12.
Nella stagione 2011-12 la Reyer, grazie al settimo posto in regular season, si qualificò per i play-off venendo eliminata dall'Olimpia Milano al primo turno per 3 a 0. Nello stesso anno il settore giovanile della Reyer conquistò per la prima volta lo Scudetto Under 15 con la formazione giovanile allenata da Alberto Zanatta.
Nel 2012-13 la Reyer conquistò la partecipazione a tutte e sette le finali giovanili d'Eccellenza su sette, sia nel settore maschile che in quello femminile. La squadra principale terminò il campionato all'ottavo posto, conquistando ancora l'accesso ai play-off ma venendo eliminata ancora al primo turno dalla Pallacanestro Varese.
Nel 2013-2014 l'organico della squadra subì importanti cambiamenti: Keydren Clark e Alvin Young lasciarono la squadra, mentre arrivarono Andre Smith, Donell Taylor e Hrvoje Perić. L'allenatore Mazzon, riconfermato dalla stagione precedente, venne esonerato dopo le prime cinque giornate e sostituito da Zare Markovski; la squadra terminò il campionato all'undicesimo posto, mantenendo la permanenza in serie A ma senza accedere ai play-off.
All'inizio del campionato 2014-15 l'organico venne completamente rivoluzionato, col solo Perić riconfermato. Furono ingaggiati Jeff Viggiano, Tomas Ress e Benjamin Ortner, che l'anno precedente avevano militato nella Montepaschi Siena, e Phil Goss, proveniente dalla Virtus Roma, mentre la guida della squadra fu affidata a Carlo Recalcati. Con la nuova formazione, la Reyer ottenne il secondo posto nella regular season. Ai play-off la Reyer arrivò fino alle semifinali, dove venne sconfitta dalla Pallacanestro Reggiana solo al termine di gara 7. Con questo risultato ottenne comunque l'ammissione all'EuroCup, segnando così il ritorno della squadra a livello europeo. Per quanto riguarda la Coppa Italia, la Reyer venne invece eliminata al primo turno.
Nell'estate 2015, l'organico della squadra viene rinforzato dagli innesti di Mike Green, Josh Owens e Michael Bramos. Alla fine della stagione regolare la squadra ottenne ancora l'accesso ai play-off, grazie al piazzamento al quinto posto al termine della regalar season, arrivando ancora alle semifinali dove venne sconfitta dall'Olimpia Milano ma ottenendo comunque per il secondo anno consecutivo il diritto di disputare l'EuroCup. Per quanto riguarda le coppe, nella stagione 2015-2016 fu eliminata dalla Coppia Italia al primo turno dall'Olimpia Milano e nella fase Last 32 in EuroCup. 

### Il terzo e quarto scudetto
Per il campionato 2016-2017 la Reyer rinforzò ulteriormente la squadra con l'acquisizione di Marquez Haynes, Ariel Filloy e Tyrus McGee, a cui si aggiunsero a febbraio 2017 Julyan Stone (già a Venezia due anni prima) ed Esteban Batista. Dopo aver concluso la stagione regolare al secondo posto dietro l'Olimpia Milano, la Reyer arrivò alla finale dei play-off contro l'Aquila Basket Trento e, battendola con il punteggio di 4-2, conquistò il suo terzo scudetto, dopo 74 anni dai due precedenti ottenuti negli anni quaranta. Anche in Europa la Reyer arrivò alla Final Four della prima edizione della Basketball Champions League, conclusa poi al quarto posto.
Nella stagione 2017-2018 la Reyer rinnovò parzialmente la formazione (lasciarono Ariel Filloy e Tyrus McGee, mentre arrivarono, tra gli altri, Mitchell Watt, Gedeminas Orelik e, dopo l'infortunio di quest'ultimo, Austin Daye). In campionato la squadra termina al primo posto della regular season accedendo ai play-off dove venne eliminata in semifinale dalla Dolomiti Energia Trento con il punteggio di 1-3. In campo europeo, la Reyer conquista il suo primo trofeo internazionale battendo la Sidigas Avellino nella finale della FIBA Europe Cup.
Nel campionato 2018-19 dopo aver mantenuto a lungo il secondo posto, la Reyer termina la regular season al terzo posto. Ai play-off, dopo aver eliminato prima l'Aquila Basket Trento e poi la Vanoli Cremona, affronta in finale la Dinamo Sassari battuta 4-3 alla fine di gara 7, conquistando così il suo quarto scudetto. Austin Daye viene inoltre nominato MVP dei play-off.
Nel febbraio 2020 vince la sua prima Coppa Italia dopo aver eliminato rispettivamente ai quarti la Virtus Bologna, in semifinale l'Olimpia Milano e in finale la New Basket Brindisi. L'ala americana Austin Daye viene nominata MVP della competizione mentre la guardia Stefano Tonut riceve il premio come miglior difensore della finale.

## Colori e simbolo
I colori sociali della Reyer sono il granata e l'oro, i colori storici della bandiera della Repubblica di Venezia. Il simbolo della Reyer è il Leone di San Marco che è presente sia sullo stemma societario sia sulle divise. 
Lo stemma attuale della Reyer raffigura il Leone sotto alla scritta Reyer con un pallone da basket dorato e il nome di Venezia e l'anno di fondazione.

## Palazzetto
La squadra gioca le partite casalinghe al Palasport "Giuseppe Taliercio", una struttura polifunzionale realizzata nel 1978 e in seguito parzialmente ristrutturata.
Il palasport ha una capienza estensibile a seconda della tipologia dell'evento proposto e della sistemazione delle strutture, e può arrivare ad ospitare fino a 3509 persone.
Nella stagione 2011-2012, in attesa della messa a norma del Palasport Taliercio rispetto agli standard richiesti dalla Serie A, la Reyer Venezia ha giocato temporaneamente a Villorba al PalaVerde (5.400 posti a sedere).
Attualmente è in costruzione un nuovo palazzetto da 10000 posti nei pressi dell’Aeroporto Marco Polo, nell’ambito del progetto Bosco dello Sport.

### Impianti storici
Importante ricordare la sede storica della Reyer alla Scuola della Misericordia a Venezia dove la sala capitolare fu trasformata in palazzetto dello sport capace di ospitare fino 1.500 spettatori. Fu utilizzata fino al 1977, anno in cui la squadra si spostò nel nuovo PalArsenale, in centro a Venezia, costruito nella seconda metà degli anni '70 con una capienza fino a 4.000 spettatori dove la Reyer ha giocato fino al campionato 1989-1990. Oggi l'impianto è omologato per ospitare 1.300 spettatori per via delle norme di sicurezza. Nelle stagioni 1973-1974 e 1974-1975 le partite casalinghe furono disputate al Palasport di Vicenza a causa della norma che imponeva una capienza minima agli impianti usati dalle squadre di Serie A. Il rientro alla Misericordia fu dovuto alla retrocessione in A2 al termine della stagione 1974-1975.

## Palmarès

### Competizioni nazionali
- Campionato italiano: 4

1941-42, 1942-43, 2016-17, 2018-19
- Coppa Italia: 1

2020
- Campionato italiano dilettanti: 1

2007-08
- Coppa Ezio Varisco: 1

1943

### Competizioni internazionali
- FIBA Europe Cup: 1

2017-18

### Competizioni giovanili
- Campionato italiano Under 15: 1

2011-12
- Campionato italiano Under 14: 1

2012-13
- Campionato italiano Under 18 Eccellenza: 1

2015-16
- Next Gen Cup: 1

2019-20

### Altri piazzamenti
- Campionato italiano

Finale: 1945-46
- Coppa Korać

Finale: 1981
- Supercoppa italiana

Finale: 2017, 2019

## Partecipazioni ai campionati
| Livello | Categoria            | Partecipazioni | Debutto   | Ultima stagione | Totale |
| ------- | -------------------- | -------------- | --------- | --------------- | ------ |
| 1°      | Campionato Nazionale | 1              | 1930      | 1930            | 64     |
| 1°      | Divisione Nazionale  | 7              | 1931      | 1936-1937       | 64     |
| 1°      | Serie A              | 40             | 1937-1938 | 2024-2025       | 64     |
| 1°      | Elette               | 5              | 1955-1956 | 1964-1965       | 64     |
| 1°      | Serie A1             | 11             | 1974-1975 | 1993-1994       | 64     |
| 2°      | Serie A              | 4              | 1957-1958 | 1963-1964       | 18     |
| 2°      | Serie A2             | 11             | 1975-1976 | 1995-1996       | 18     |
| 2°      | Legadue              | 3              | 2008-2009 | 2010-2011       | 18     |
| 3°      | Serie B              | 1              | 1960-1961 | 1960-1961       | 3      |
| 3°      | Serie B d'Eccellenza | 2              | 2006-2007 | 2007-2008       | 3      |
| 4°      | Serie B2             | 6              | 2000-2001 | 2005-2006       | 6      |
| 5°      | Serie C1             | 2              | 1998-1999 | 1999-2000       | 2      |
| 6°      | Serie C2             | 1              | 1997-1998 | 1997-1998       | 1      |
| 7°      | Serie D              | 1              | 1996-1997 | 1996-1997       | 1      |

## Partecipazioni alle coppe europee
| Livello | Categoria        | Partecipazioni | Debutto   | Ultima stagione | Totale |
| ------- | ---------------- | -------------- | --------- | --------------- | ------ |
| 2°      | EuroCup          | 7              | 2015-2016 | 2024-2025       | 15     |
| 3°      | Coppa Korać      | 4              | 1976-1977 | 1983-1984       | 15     |
| 3°      | Champions League | 3              | 2016-2017 | 2018-2019       | 15     |
| 4°      | FIBA Europe Cup  | 1              | 2017-2018 | 2017-2018       | 15     |

## Presidenti
- 1962-1979: Giancarlo Ligabue
- 1979-1983: Roberto Carrain
- 1983-1985: AntonLuigi Lelli
- 1985-1988: Alessandro Manganiello
- 1988-??: Roberto Malusa
- 1991-??: Ugo Bergamo
- ???-1996: Gianfranco Gerosa
- 1997-1999: Giovanni Battista Pettenello
- 1999-2006: Giorgio Panto
- 2006: Luciano Bertoncello
- 2006-2015: Luigi Brugnaro
- 2015-attuale: Federico Casarin

## Allenatori
- 1940-1946: Carmelo Vidal
- 1948-1951: Amerigo Penzo
- 1951-1953: Enrico Garbosi
- 1953-1955: Egidio Marsico
- 1955-1956: Enrico Garbosi
- 1956-1957: Giulio Geroli
- 1958-1959: Egidio Marsico
- 1959-1960: Giulio Geroli
- 1964-1971: Giulio Geroli
- 1971-1979: Tonino Zorzi
- 1979-1980: Giuseppe Guerrieri
- 1980-1981: Tonino Zorzi
- 1981-1982: Waldi Medeot
- 1982-1983: Aza Nikolić
- 1983-1985: Waldi Medeot

- 1985-1987: Tonino Zorzi
- 1987-1988: Petar Skansi
- 1988-1990: Marco Calamai
- 1990-1991: Andy Russo
- 1991-1993: Mario De Sisti
- 1993-1996: Francesco Vitucci

Aza Nikolić, tecnico della Reyer nel 1982-83

- 1997-2006 Costantini Sales e Rubini
- fino al 2008: Eugenio Dalmasson
- dal 2008: Stefano Bizzozi
- fino al 2009: Sandro Dell'Agnello
- 2009–2013: Andrea Mazzon
- 2013-2014: Zare Markovski
- 2014-2016: Carlo Recalcati
- 2016-2023: Walter De Raffaele
- dal 2023: Neven Spahija

## Roster 2025-2026
Aggiornato al 7 luglio 2025.
| Umana Reyer Venezia 2024-25 | Umana Reyer Venezia 2024-25 |
| Giocatori                   | Staff tecnico               |
| --------------------------- | --------------------------- |

| N. | Naz.                                       | Ruolo | Nome                | Anno | Alt.   | Peso   |  |
| -- | ------------------------------------------ | ----- | ------------------- | ---- | ------ | ------ |  |
| 00 | Italia (bandiera)                          | C     | Amedeo Tessitori    | 1994 | 207 cm | 107 kg |  |
| 4  | Italia (bandiera)                          | C     | Alessandro Lever    | 1998 | 208 cm | 104 kg |  |
| 14 | Georgia (bandiera) · Italia (bandiera)     | AG    | Giga Janelidze      | 1995 | 201 cm | 96 kg  |  |
| 22 | Stati Uniti (bandiera)                     | A     | Jordan Parks        | 1994 | 201 cm | 91 kg  |  |
| 24 | Regno Unito (bandiera) · Italia (bandiera) | AP    | Carl Wheatle        | 1998 | 200 cm | 88 kg  |  |
| 33 | Stati Uniti (bandiera) · Canada (bandiera) | AG    | Kyle Wiltjer        | 1992 | 208 cm | 110 kg |  |
|    | Stati Uniti (bandiera)                     | P     | Ky Bowman           | 1997 | 190 cm | 87 kg  |  |
|    | Italia (bandiera)                          | PG    | Leonardo Candi      | 1997 | 190 cm | 86 kg  |  |
|    | Stati Uniti (bandiera)                     | P     | R.J. Cole           | 1999 | 185 cm | 84 kg  |  |
|    | Italia (bandiera)                          | P     | Giovanni De Nicolao | 1996 | 187 cm | 77 kg  |  |
|    | Stati Uniti (bandiera)                     | C     | Chris Horton        | 1994 | 203 cm | 102 kg |  |
|    | Serbia (bandiera) · Italia (bandiera)      | AG    | Stefan Nikolić      | 1997 | 203 cm | 100 kg |  |

| Allenatore                                                                                                |
| - Neven Spahija                                                                                           |
| Assistente/i                                                                                              |
| - Lele Molin - Alberto Bilio - Veljko Perovic Legenda - (C) Capitano - (IN) Inattivo - Infortunato Roster |

## Settore giovanile
Nel 2018 e nel 2019, l'Umana Reyer Under 18 si è classificata al sesto posto dell'Euroleague Basketball Next Generation Tournament, la massima rassegna giovanile a livello europeo.
Nel febbraio 2020 vince a Pesaro la seconda edizione della Next Gen Cup battendo in finale la Pallacanestro Reggiana per 62-59.

## Tifoseria

### Storia
Il tifo organizzato della Reyer Venezia è costituito unicamente dal Gruppo Panthers 1976, che trova spazio nel settore nord del PalaTaliercio (Curva Nord Roby Paties). Si sono sciolti altri gruppi ultras di vecchia data, tra i quali gli Eagles presenti al Palasport dell' Arsenale poi confluiti in larga parte nel gruppo storico dei Panthers 1976, i Reyer 1872 ed i Reyer Lions (gruppo molto presente negli anni '80).

### Gemellaggi e rivalità
La rivalità più accesa è quella con la Pallacanestro Treviso, dovuta principalmente alla vicinanza tra le due città e ai trascorsi in massima serie di entrambe le squadre tra gli anni '80 e i primi anni '90 e, in tempi recenti, fino al 2012. Altra rivalità quella con il Basket Mestre, contro cui si sono disputati derby negli anni '80 e '90. 
Più recentemente, sono sorte altre rivalità di minor entità con la Pallacanestro Virtus Roma, con la Pallacanestro Reggiana e con la Pallacanestro Varese, oltre a quelle con tutte le squadre trivenete.
Tra i gemellaggi, si annovera quello stretto negli anni 2000 dal gruppo Reyer 1872 con gli ultras della Nuova Pallacanestro Vigevano, mantenuto anche dopo lo scioglimento del gruppo orogranata. Sono inoltre ottimi i rapporti con i tifosi della Scandone Avellino: in particolare, tra i Panthers e gli Original Fans 1999 irpini si è stretto un gemellaggio. Si è invece affievolita nel tempo l'amicizia che legava i Panthers alla Fossa dei Leoni, ultras della Fortitudo Bologna. Rispetto reciproco con i tifosi del Brindisi.
Rispettati molto anche i tifosi dell'Olimpia Milano.

## Sponsor
- 1966-1970: Noalex
- 1970-1973: Splügen
- 1973-1980: Canon
- 1980-1984: Carrera
- 1984-1987: Giomo
- 1987-1990: Hitachi
- 1991-1993: Scaini
- 1993-1994: Acqua Lora
- 1994-1995: San Benedetto
- 1998-2001: Panto
- 2005-2006: Acqua Pia Antica Marcia
- 2006-attuale: Umana